# ایبوسه ماسوجی

ایبوسه ماسوجی (井伏 鱒二 Ibuse Masuji, ۱۵ فوریه ۱۸۹۸ – ۱۰ ژوئیهٔ ۱۹۹۳) یکی از نویسندگان برجسته ژاپن و یکی از چهره‌های مهم ادبیات قرن بیستم این کشور بود. او نویسنده‌ای بود که توانست به خوبی مسائل اجتماعی، انسانی و فرهنگی دوران خود را در قالب رمان‌ها و داستان‌های کوتاه بیان کند. آثار او اغلب به مشکلات و سختی‌های زندگی مردم عادی، تأثیرات جنگ و تحولات اجتماعی و روان‌شناسی شخصیت‌ها پرداخته است. رمان او به نام «باران سیاه» که دربارهٔ بمباران هیروشیما جایزه نوما و نشان فرهنگی ژاپن را دریافت کرده است.
ایبوسه در سال ۱۸۹۸ در یک خانواده زمیندار در روستای کامو، که اکنون بخشی از فوکویاما، هیروشیما است، به دنیا آمد. او از کودکی علاقه زیادی به کتاب‌ها و داستان‌ها داشت و این علاقه او را به سمت ادبیات کشاند. پس از تحصیلات ابتدایی و متوسطه در شهر خود، وارد دانشگاه واسه‌دا در توکیو شد و در رشته ادبیات ژاپنی تحصیل کرد.
او در دانشگاه با بسیاری از نویسندگان و هنرمندان جوان دیگر آشنا شد و این ارتباطات نقش مهمی در شکل‌گیری سبک و موضوعات آثار او داشت. ماسوجی ازدواج کرد و با همسرش ماساکو صاحب دو فرزند شد. ماسوجی عاشق مطالعه و پژوهش در زمینه‌های مختلف ادبی و هنری بود و وقت زیادی را به این امور اختصاص می‌داد. همچنین به موسیقی علاقه‌مند بود و از گوش دادن به آثار موسیقی کلاسیک لذت می‌برد. او تاثیر بسیاری بر نویسندگان بزرگی از جمله اوسامو دازای، اوئه کنزابورو، هاروکی موراکامی داشته است.
او بیشتر عمر خود را در آرامش و دور از هیاهوی عمومی گذراند و بیشتر وقتش را به نوشتن و تحقیق در خانه‌اش صرف کرد. این انزوا و تمرکز بر روی کارهای ادبی به او امکان داد که آثار مهم و تأثیرگذاری خلق کند که همچنان در تاریخ ادبیات ژاپن به‌یادماندنی هستند. سرانجام ایبوسه در ۱۰ ژوئیه ۱۹۹۳ در بیمارستانی در توکیو به دلیل ذات‌الریه درگذشت.
ایبوسه در امتحان ورودی به مدرسه متوسطه هیروشیما ناکام ماند، اما در سال ۱۹۱۱ به مدرسه متوسطه فوکویاما راه یافت. مدرسه متوسطه فوکویاما یک آکادمی ممتاز بود و با دانشمندان برجسته‌ای ارتباط داشت. معلمان این مدرسه به این موضوع افتخار می‌کردند، اما ایبوسه علاقه‌ای نشان نمی‌داد. او این مدرسه را پیرو اصول غربی می‌دانست؛ این مدرسه بر آموزش هلندی و تمرینات نظامی فرانسوی تأکید داشت. در این مدرسه، ایبوسه مورد تمسخر قرار می‌گرفت و برای اجتناب از این تمسخر از زدن عینک خودداری می‌کرد.
اگرچه ایبوسه تأثیرات غربی در آموزشش را دوست داشت، پدربزرگش ترتیب داده بود تا یک کلاس خصوصی ادبیات چینی برای او برگزار شود. این آموزش با مرگ مربی ایبوسه متوقف شد. مدرسه او اغلب از خواندن ادبیات تخیلی توسط دانش‌آموزان جلوگیری می‌کرد، این امر باعث شد ایبوسه نتواند بسیاری از آثار محبوب را در این دوره مطالعه کند.
با این حال، ایبوسه آثار شیمازاکی توسون و موری اوگای را مطالعه می‌کرد. در سال ۱۹۱۶، ایبوسه با استفاده از نام مستعار کوچیکی سانسوکه به اوگای نامه نوشت. اوگای باور داشت سانسوکه یک دانشمند معروف است و به نامه‌ای که نوشته بود، پاسخ داد و از او تشکر کرد. در دوران مدرسه متوسطه، برادر ایبوسه، فومیو، شعری را به مجله توکیو شوسای بوندان با استفاده از نام ایبوسه ارسال کرد. ایبوسه توسط مدیر مدرسه متوسطه فوکویاما مورد توبیخ قرار گرفت، اما مورد تحسین هم قرار گرفت و دو نامه هواداری دریافت کرد.
این توبیخ باعث شد ایبوسه به هنرهای بصری علاقه‌مند شود. او در مدرسه متوسطه فوکویاما به تحصیل در هنرها پرداخت. از کلاس‌ها لذت می‌برد اما احساس نمی‌کرد که می‌خواهد تمام عمرش را یک هنرمند باشد. ایبوسه در سال ۱۹۱۷ از مدرسه متوسطه فارغ‌التحصیل شد. بعد از آن او می‌خواست فعالیت‌های هنری خود را تحت نظر نقاش برجسته، هاشیموتو کانستو ادامه دهد، اما کانستو این فرصت را به او نداد.
ایبوسه سال ۱۹۱۷، درسن نوزده سالگی، به تحصیل در دانشگاه واسدا توکیو پرداخت. انتخاب او به شدت تحت تأثیر برادرش فومیو و دوستش یامانه ماساکازو بود. ابتدا به شعر و نقاشی علاقه داشت اما به او پیشنهاد شد تا به مطالعه داستان بپردازد و در نهایت در ادبیات فرانسه تخصص یافت.
ایبوسه احساسی دوگانه دربارهٔ ترک زادگاه خود و رفتن به توکیو داشت. او این تجربه را در «افکار یک نهم فوریه» توصیف کرده است: «گاهی احساس می‌کنم که نیمه‌ای از من می‌خواهد به زادگاه بازگردد، در حالی که نیمهٔ دیگر می‌خواهد تا پایان به توکیو بچسبد.» توکیو برای ایبوسه سوررئال به نظر می‌رسید. او احساس می‌کرد خانه فوکویامای خود را از دست داده و تنها شده است. با این حال، ایبوسه تصمیم گرفت در یک پانسیون نزدیک به دانشگاه واسدا اقامت کند. او اغلب جابجا می‌شد اما همیشه نزدیک واسدا می‌ماند و به ندرت به فوکویاما سر می‌زد.
در دوران اقامت خود در دانشگاه واسدا، ایبوسه شاهد ناآرامی‌های سیاسی و رادیکالیسم دانشجویان بود. با این حال، ایدئولوژی‌های سیاسی آن دوران برای ایبوسه جذابیت نداشتند. او از اعتصابات و شورش‌های مداوم ناراضی بود. در توکیو، ایبوسه با مردان جوان و ادبیات‌جویان غیرعادی دوست شد اما اغلب در تنهایی خود و از برخورد با گیشاها الهام می‌گرفت.
در سال ۱۹۱۸، ایبوسه با نویسنده ناتورالیست ایوانو هوومی آشنا شد. آثار هوومی برای ایبوسه جذاب بود و بعدها برخی از آثار ادبی او را تحت تأثیر قرار داد. ایبوسه همچنین با دانشجویی به نام آئوکی نامپاچی در واسدا دوست شد. آئوکی تأثیر زیادی بر نوشته‌های ایبوسه داشت. تأثیر آئوکی را می‌توان در «ماهی کپور» یافت، جایی که ایبوسه دوستی آئوکی را ایدئال می‌خواند و احساسات خود نسبت به این دوستی را به عنوان یک کپور نمایش می‌دهد. ایبوسه همچنین تحت تأثیر آثار شکسپیر، باشو و ادبیات فرانسه قرار داشت. اولین آثار ادبی ایبوسه در قالب نثر بود و پس از مرگ آئوکی، اولین مقالات خود را در سال ۱۹۲۲ نوشت.
ایبوسه یکی از استادان خود، نوبورو کاتاگامی، که مبتلا به صرع بود، را در حال تشنج دید. پس از نزاع با دو تن از استادان و حادثه کاتاگامی، ایبوسه از دانشگاه واسدا و مدرسه هنر کناره‌گیری کرد. کاتاگامی خجالت‌زده، با بازپذیری ایبوسه به دانشگاه واسدا مخالفت کرد.
ایبوسه در اوایل دهه ۱۹۲۰ شروع به انتشار داستان‌های خود کرد. یکی از اولین همکاری‌های او با مجله سیکی بود. این داستان ابتدا برای آئوکی در سال ۱۹۱۹ نوشته شده بود و عنوان «سمندر» داشت. در سال ۱۹۲۳ به «حبس» تغییر نام داد. او در اواخر دهه ۱۹۲۰، زمانی که از آثارش توسط برخی از برترین منتقدان ژاپن به خوبی استقبال قرار گرفت، به‌طور گسترده‌ای شناخته شد. با انتشار «سمندر» در سال ۱۹۲۹، او شروع به نوشتن سبکی منحصر به فرد از ترکیب شوخ‌طبعی و تلخی شد.
او جایزه نائوکی را برای «جان مانجیرو، رانده‌شده: زندگی و ماجراجویی‌هایش» دریافت کرد و به نوشتن آثاری پر از گرما و مهربانی ادامه داد، در حالی که در همان زمان قدرت مشاهدهٔ دقیق خود را نیز نشان می‌داد. موضوعاتی که او به کار می‌گرفت، عموماً تخیلات فکری بودند که از تمثیل‌های حیوانی، داستان‌های تاریخی و زندگی روستایی استفاده می‌کردند.
در طول جنگ جهانی دوم، ایبوسه به عنوان نویسنده تبلیغاتی برای دولت کار می‌کرد. ایبوسه بیشتر عمر خود را مورد قدردانی قرار گرفت، هرچند تا پس از جنگ به شهرت نرسید. او برنده اولین جایزه یومیوری در سال ۱۹۴۹ برای «امروز مشاوره نمی‌شود» شد. در سال ۱۹۶۶، رمان «باران سیاه» را منتشر کرد که برای او شهرت بین‌المللی و چندین جایزه از جمله جایزه نوما و نشان فرهنگی، بالاترین افتخاری که به یک نویسنده ژاپنی اعطا می‌شود، را به ارمغان آورد. این رمان از بمباران هیروشیما الهام گرفته شده و عنوان آن به سقوط مواد رادیواکتیو اشاره دارد. ایبوسه در زمان بمباران حضور نداشت، اما از دفترچه‌های خاطرات بازماندگان برای ساختن داستان خود استفاده کرد. داستان دیگری از او به نام «ایریس دیوانه» که برای اولین بار در سال ۱۹۵۱ منتشر شد، به موضوعات مشابهی می‌پردازد.
| عنوان فارسی                              | عنوان اصلی ژاپنی                                | سال انتشار |
| ---------------------------------------- | ----------------------------------------------- | ---------- |
| حبس                                      | (幽閉 (Yūhei                                    | ۱۹۲۳       |
| سمندر و داستان‌های دیگر                   | (山椒魚 (Sanshōuo                               | ۱۹۲۹       |
| امواج: یک دفترچه جنگ                     | (漣兵記 (Sazanami Gunki                         | ۱۹۳۰–۱۹۳۸  |
| اتاق کار                                 | (仕事部屋 (Shigotobeya                          | ۱۹۳۱       |
| رودخانه                                  | (川 (Kawa                                       | ۱۹۳۱–۱۹۳۲  |
| جستار                                    | (随筆 (Zuihitsu                                 | ۱۹۳۳       |
| متفرقات                                  | (記録書 (Kirokushō                              | ۱۹۳۶       |
| جان مانجیرو رانده شده: زندگی و ماجراجویی | (ジョン万次郎漂流記 (John Manjirō Hyōryūki      | ۱۹۳۷       |
| سفر به کشورها                            | (諸国旅行 (Shokoku Ryōkō                        | ۱۹۳۷       |
| ترجمه در امواج: دو رمان کوتاه            | (漣兵記 (Sazanami Gunki                         | ۱۹۳۸       |
| کودکان روستای تابیتو                     | (田人児童村 (Tabito Komura                      | ۱۹۳۹       |
| چهر فصل و مناظر                          | (四季と情景 (Shigoto Jokē                       | ۱۹۴۱       |
| مجموعه کامل مقالات ایبوسه ماسوجی         | (井伏鱒二随筆全集 (Ibuse Masuji Zuihitsu Zenshū | ۱۹۴۱       |
| شهر گلها                                 | (花の町 (Hana no Machi                          | ۱۹۴۲       |
| طلوع خورشید                              | (朝焼け (Choshū Migetsu                         | ۱۹۴۲       |
| دفترچه جنگی یک دختر جوان                 | (ある少女の戦時日記 (Aru Shōjo no Senji Nikki   | ۱۹۴۳       |
| خانواده پنج نفره                         | (五人家族 (Gojinka                              | ۱۹۴۴       |
| کاملیا                                   | (椿 (Wabisuke                                   | ۱۹۴۶       |
| جوانه                                    | (芽ぐもの (Megumono                             | ۱۹۴۶       |
| داستان ریزش برگ                          | (落葉の話 (Oihagi no Hanashi                    | ۱۹۴۷       |
| آثار کامل ایبوسه ماسوجی                  | (井伏鱒二全集 (Ibuse Masuji Senshū              | ۱۹۴۸       |
| ستوان لوک ایست و داستانهای دیگر          | (右杯隊長 (Yuhai Taichō                         | ۱۹۵۰       |
| ایریس دیوانه                             | (かきつばた (Kakitsubata                        | ۱۹۵۱       |
| کاواتسورو                                | (川鶴 (Kawatsuri                                | ۱۹۵۲       |
| امروز مشاوره نمی‌شود                      | (本日休診 (Honjitsu Kyūshin                     | ۱۹۵۲       |
| مجموعه آثار ایبوسه ماسوجی                | (井伏鱒二作品集 (Ibuse Masuji Sakuhinshū        | ۱۹۵۳       |
| زبان سربازان اوزاوا                      | (兵民小沢語 (Hyūmin Osaburō                     | ۱۹۵۴–۱۹۵۳  |
| زبان کشاورزان                            | (農民仲間語 (Nōmin Nakamado                     | ۱۹۵۵       |
| عشق شصت سالگی                            | (還暦の恋 (Kanreki no Koi                       | ۱۹۵۷       |
| مسافرخانه روبروی ایستگاه                 | (駅前旅館 (Ekimae Ryokan                        | ۱۹۵۷       |
| هفت پله                                  | (七つの階段 (Nanatsu no Kaidan                  | ۱۹۵۷       |
| استاد چیپین                              | (珍品豆主人 (Chinpin Dōjin                      | ۱۹۵۹       |
| بوشو هاچیگاتاجو                          | (武州八形条 (Bushū Hachigatajo                  | ۱۹۶۳       |
| مانجیرو                                  | (無人区 (Mujinjo                                | ۱۹۶۳       |
| آثار کامل ایبوسه ماسوجی (دو جلد)         | (井伏鱒二全集 (Ibuse Masuji Zenshū              | ۱۹۶۴       |
| باران سیاه                               | (黒い雨 (Kuroi Ame                              | ۱۹۶۶       |
| دایرةالمعارف ادبیات مدرن                 | (現代文学大全 (Gendai Bungaku Taikei            | ۱۹۶۶       |
| نیمه اول زندگی من                        | (半世紀 (Hanseiki                               | ۱۹۷۰       |
| شینچو ادبیات ژاپن                        | (新潮日本文学 (Shincho Nihon Bungaku            | ۱۹۷۰       |
| ماهیگیر                                  | (釣人 (Tsuribito                                | ۱۹۷۰       |
| آثار کامل ایبوسه ماسوجی (چهارده جلد)     | (井伏鱒二全集 (Ibuse Masuji Zenshū              | ۱۹۷۵       |
| زیر اسلحه                                | (銃箭集 (Jūyōchū no Koto                        | ۱۹۷۷–۱۹۸۰  |
| سالنامه اوگیکوبو                         | (荻窪風土記 (Ogikubo Fudoki                     | ۱۹۸۱       |

1. ↑  McDowell, Edwin (1985-08-05). "BOOKS RECALL HORROR OF ATOMIC BOMB". The New York Times (به انگلیسی). ISSN 0362-4331. Retrieved 2024-05-14.
2. ↑  Halloran, Fumiko Mori (1985-09-08). "AFTER THE BOMBS DROPPED". The New York Times (به انگلیسی). ISSN 0362-4331. Retrieved 2024-05-14.
3. ↑  Sun, Baltimore (1993-07-13). "* Masuji Ibuse, 95, a prominent Japanese…". Baltimore Sun (به انگلیسی). Retrieved 2024-12-27.
4. ↑  "Masuji Ibuse Is Dead; Japanese Novelist, 95" (به انگلیسی). Archived from the original on 21 January 2018. Retrieved 2024-12-27.
5. 1 2 3 4 5  Treat, John Whittier (1988). Pools of Water, Pillars of Fire: The Literature of Ibuse Masuji. University of Washington Press. ISBN 0-295-96625-4.
6. ↑  POOLS OF WATER/PILLARS OF (cl) (به انگلیسی). University of Washington Press. pp. 30–31. ISBN 978-0-295-80260-2.
7. ↑  "読売文学賞" [Yomiuri Prize for Literature] (به ژاپنی). Yomiuri Shimbun. Archived from the original on 4 April 2019. Retrieved September 26, 2018.

- McDowell, Edwin (۵ اوت ۱۹۸۵). "BOOKS RECALL HORROR OF ATOMIC BOMB". The New York Times. ISSN 0362-4331. Retrieved 14 May 2024.
- Halloran, Fumiko Mori (8) سپتامبر ۱۹۸۵). "AFTER THE BOMBS DROPPED". The New York Times. ISSN 0362-4331. Retrieved 14 May 2024.
- Treat, John Whittier (1988). Pools of Water, Pillars of Fire: The Literature of Ibuse Masuji. University of Washington Press. ISBN 0-295-96625-4.
- POOLS OF WATER/PILLARS OF (cl). University of Washington Press. pp. 30-31. ISBN 978-0-295-80260-2.
- "読売文学賞" [Yomiuri Prize for Literature] (in Japanese). Yomiuri Shimbun. Retrieved 26 September 2018.
- Sun, Baltimore (۱۳ ژوئیه ۱۹۹۳). "Masuji Ibuse, 95, a prominent Japanese...". Baltimore Sun. Retrieved 27 December 2024.
- "Masuji Ibuse Is Dead; Japanese Novelist, 95". Archived from the original on 21 January 2018. Retrieved 27 December 2024.
- Murakami, Haruki. "20世紀の日本文学".
- "井伏鱒二の生涯と作品", Japanese Literature Magazine, Issue 23, Year 2020.
- Naoki Prize Official Website, Section on Naoki Prize Winners.